# Florian din Transilvania
Florian din Transilvania a fost o formație românească de muzică rock și muzică electronică ce a activat în anii ’80, înființată și condusă de muzicianul Mircea Florian. Grupul s-a remarcat prin spectacolele inedite și de avangardă realizate în perioada comunistă și prin muzica experimentală, care se regăsește parțial pe singurul album realizat, Tainicul vârtej.

## Istoria formației
Grupul Florian din Transilvania a luat ființă în anul 1982, la inițiativa lui Mircea Florian, din dorința acestuia de a continua experimentele muzicale, de data aceasta alături de o formație de rock. În prealabil, artistul înființase Ceata Melopoică, grup cu care realizase o muzică de avangardă, prin mixtura de limbaje expresive preluate din repertoriul arhaic românesc, african și asiatic. Apariția proiectului Florian din Transilvania s-a produs ca urmare a unor idei muzicale pentru piese de teatru, la care lucrau Mircea Florian și Valentin Andronescu.
O primă formulă a grupului Florian din Transilvania a fost cea care, alături de Mircea Florian și Valentin Andronescu, îi includea pe Dan Cimpoeru la chitară, Horațiu Rad la bas și Marius Vintilă la baterie. În prima jumătate a anilor ’80 se cristalizează o serie de elemente de rock, new wave, muzică electronică și teatru, care ulterior se concretizează în spectacolul „Tainicul vârtej”.
În 1984, componența grupului se schimbă, prin cooptarea bateristului Doru „M.S.” Istudor, la propunerea lui Horațiu Rad. Astfel, formula de spectacol devine: Mircea Florian (vocal, chitară, cobză, sintetizatoare, clape portabile), Valentin Andronescu (claviaturi, flaut, percuție, voce), Dan Cimpoeru (chitară), Horațiu Rad (bas) și Doru „M.S.” (baterie). Urmează o serie de spectacole în București, pe scenele de la Teatrul Evreiesc de Stat, Teatrul „Constantin Tănase”, Arenele Romane, Club A ș.a. Grupul participă la câteva importante festivaluri de rock precum „Constelații Rock” de la Râmnicu Vâlcea, unde obține Marele Premiu (1983), „Rock, Folk, Jazz” de la Craiova (1984), „Tim Rock” de la Timișoara (1984). De asemenea, au loc turnee prin țară.
Reprezentațiile proiectului Florian din Transilvania nu erau niște simple concerte rock, ci niște spectacole sincretice și complexe de teatru-rock. Astfel, pe lângă muzica avangardistă propusă, un rock progresiv, cu puternice influențe de muzică electronică, new wave, psihedelică, krautrock și pe alocuri chiar punk și minimaliste, spectacolele includeau decoruri, costume, măști, steaguri, coregrafie, pantomimă și diferite alte elemente preluate din zona teatrului. Mircea Florian apărea în rolul principal, fiind în același timp solist vocal, chitarist, clăpar, cobzar, dar și actor. La acea vreme, aceste spectacole inedite pentru România aveau succes, în special în rândul publicului avizat.
Despre aparițiile live ale formației, Doru Istudor își amintește: „Era un show unic, care arăta publicului cum crea politruci pe care îi mătura («Madama Butterfly»), cum se distra la «Cafeneaua din pantă» etc. Puțin neașteptat pentru mine pe atunci, muzica lui de avangardă avea mare succes. Țineam concerte peste tot unde se putea – eram mai mereu invitați la Timișoara, unde cunoșteam muzicieni buni și amabili: Ilie Stepan, Dolga (Pro Musica), Tavi Ștefănescu «Clămpău»...” 

Coperta albumului Tainicul vârtej

În 1985, basistul timișorean Dietrich (Dixie) Krauser se alătură grupului, adus fiind de Tavi Ștefănescu. Însă pe parcursul acestui an, proiectul Florian din Transilvania începe să își diminueze activitatea, având din ce în ce mai puține spectacole. Cu toate acestea, Mircea Florian primește aprobarea de la Consiliul Culturii pentru înregistrarea discului Tainicul vârtej. Albumul reprezintă practic coloana sonoră a spectacolului cu același nume. La imprimările din studioul „Tomis” al Electrecordului, cu maestrul Theodor Negrescu la pupitru, se insistă mult asupra sunetului, care trebuia să suplinească lipsa costumelor, a decorurilor și a celorlalte elemente vizuale prezente pe scenă, în reprezentațiile live. Două dintre piesele de rezistență din spectacole – „Madama Butterfly” și „As” (sau „Conversație pacifică”) – nu sunt acceptate pe disc de cenzura comunistă a vremii, fiind considerate subversive. La celelalte piese, unele versuri sunt modificate, iar Mircea Florian este obligat să își schimbe maniera de interpretare vocală.
Discul de vinil apare în 1986, în două ediții succesive. În acel moment, grupul Florian din Transilvania își încetase deja activitatea, iar liderul Mircea Florian emigrase în Statele Unite, de unde ulterior va ajunge în Germania. Tainicul vârtej este singurul material discografic al formației Florian din Transilvania și este considerat și în prezent un album inedit în peisajul rockului românesc clasic.
În 2011, la 25 de ani de la lansarea acestui disc, Mircea Florian reformează proiectul Florian din Transilvania, la propunerea Club A, în scopul de a susține o reprezentație a vechiului spectacol în cadrul celei de-a șaptea ediții a Festivalului „Club A” (13–18 mai). Formula reunită îi include, alături de Florian, pe Gabriel Golescu (chitară, ex-Krypton, ex-VH2), Adrian Fundescu (claviaturi, ex-Axa Project), Dixie Krauser (bas) și Marius Vintilă (baterie). Spectacolul repus în scenă în 2011 cuprinde, pe lângă vechile piese, o compoziție nouă intitulată „Culoarea neagră ca fundal”.
În februarie 2013 este lansată online o variantă live a spectacolului „Tainicul vârtej”, înregistrată la 28/29 aprilie 1984, în cadrul Festivalului „Rock, Folk, Jazz” de la Craiova. Înregistrarea este publicată de Fresh Good Minimal (FGM) și include, între altele, „As”, piesă exclusă de pe materialul de studio de cenzura anilor ’80.
Florian din Transilvania cântă pe 10 august 2021 la Electric Castle. Concertul se desfășoară în cadrul EC Special, pe scena amplasată în curtea rectoratului Universității Babeș-Bolyai din Cluj-Napoca. Sunt interpretate piese de pe Tainicul vârtej, alături de creații mai noi, într-o formulă inedită: Mircea Florian, Gabi Golescu, DJ Vasile (Lucian Stan) și Matze (Cristian Stanciu).

## Lista muzicienilor implicați în proiect
- Mircea Florian – liderul proiectului, solist vocal, chitară, cobză, sintetizator, clape portabile, programare live, compozitor, textier (1982–1986, 2011, 2021)
- Valentin Andronescu – claviaturi, flaut, percuție, voce (1982–1986)
- Dan Cimpoeru – chitară (1982–1986)
- Horațiu Rad – chitară bas (1982–1985)
- Marius Vintilă – baterie (1982–1984, 2011)
- Doru Istudor „M.S.” – baterie (1984–1986)
- Dixie Krauser – chitară bas (1985–1986, 2011)
- Doru Căplescu – sintetizator, programare bas (1985, studio)
- Jolt Kerestely – programare baterie (1985, studio)
- Mihaela Hoajă – vioară (1985, studio)
- Mircea Baniciu – voce (1985, studio)
- Gabriel Golescu – chitară (2011, 2021)
- Adrian Fundescu – claviaturi (2011)
- DJ Vasile (Lucian Stan) – programare live (2021)
- Matze (Cristian Stanciu) – programare live (2021)

## Discografie
- Tainicul vârtej (LP, Electrecord, 1986)
- Tainicul vârtej – Live Craiova 1984 (download digital, FGM, 2013)

## Vezi și
- Mircea Florian